# Alkmaria romijni
Alkmaria romijni é uma espécie de anelídeo pertencente à família Ampharetidae.
A autoridade científica da espécie é Horst, tendo sido descrita no ano de 1919.
Trata-se de uma espécie presente no território português, incluindo a sua zona económica exclusiva.